# Ellery Sedgwick

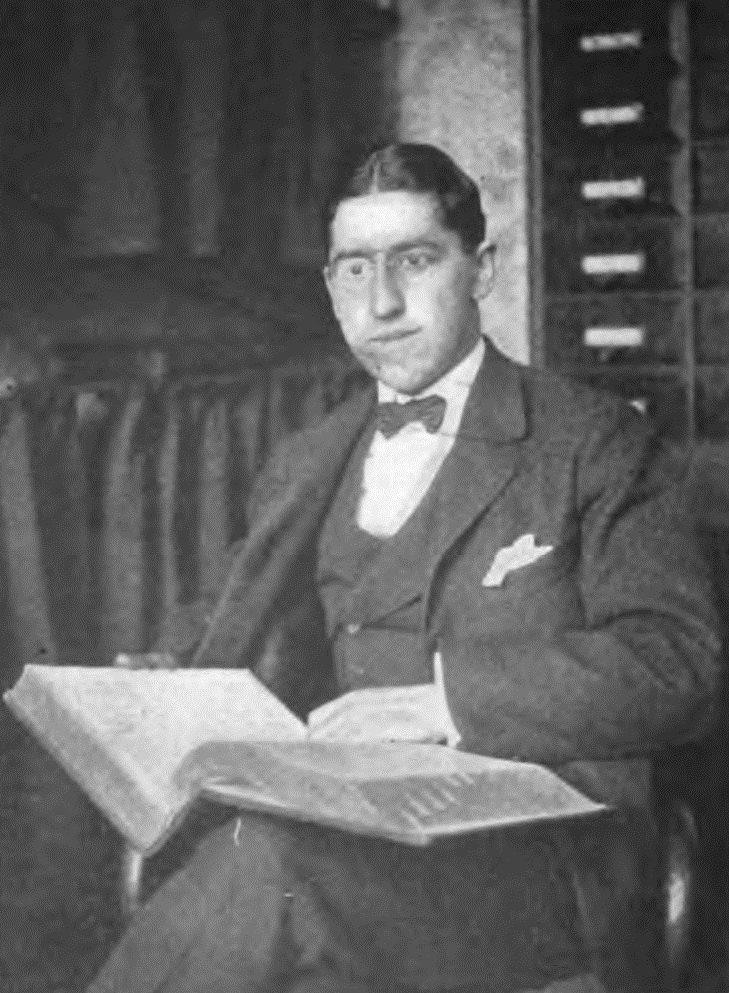
Ellery Sedgwick

Ellery Sedgwick (* 27. Februar 1872 in New York City, Vereinigte Staaten; † 21. April 1960 in Washington, D.C.) war ein US-amerikanischer Schriftsteller und bis 1938 Herausgeber des Atlantic Monthly.

## Biografie

### Familie
Ellery Sedgwicks Eltern waren Henry Dwight und Henrietta Sedgwick, die eine Enkelin von William Ellery war. Seine Familie war in Stockbridge sehr einflussreich und besaß bereits eine lange Tradition im Bereich der Literatur. So zählten die Schriftsteller Catherine Maria Sedgwick und Henry Dwight Sedgwick zu seinen Vorfahren.
1904 heiratete er Mabel Cabot und bekam mit ihr vier Kinder: Ellery, Cabot, Theodora und Henrietta. Seine Frau starb 1937 zu einer Zeit, in der er selbst unter Krankheiten zu leiden hatte; so musste er aufgrund von Ischialgie zwischen 1938 und 1939 monatelang das Bett hüten. 1939 heiratete er Isabel Marjorie Russell, die Ehe blieb jedoch kinderlos.

### Ausbildung
Sedgwick besuchte bis 1890 die Groton School und studierte danach an der Harvard University, an der er 1894 seinen Abschluss erhielt. Anschließend kehrte er an die Groton School zurück, um dort Klassische Altertumswissenschaft zu unterrichten. 1896 nahm er eine Stelle als stellvertretender Lektor beim Kinder- und Jugendmagazin The Youth’s Companion an. Im Jahr 1900 wechselte er als Lektor zum Leslie’s Monthly Magazine, wo er vier Jahre blieb. Später folgten weitere Anstellungen beim McClure’s Magazine und bei D. Appleton & Company.

### Karriere
Seine Karriere beim Atlantic Monthly begann Sedgwick im Jahr 1908, als er die Zeitschrift dem Verlag Houghton Mifflin abkaufte. Zu dieser Zeit hatte sie eine Auflage von 15.000 Stück und erzeugte einen jährlichen Verlust von 5.000 US-Dollar (heute ca. 180.000 Dollar). Sedgwick konnte dies jedoch rasch umkehren; 1928 betrug die Auflage bereits 137.000 Exemplare. Sedgwick war der erste US-amerikanische Verleger, der die Arbeiten von Ernest Hemingway veröffentlichte. 1938 zog er sich aus dem Tagesgeschäft zurück und verkaufte die Zeitschrift 1939.

### Auszeichnungen
1914 wurde Sedgwick in die American Academy of Arts and Sciences und 1915 in die American Academy of Arts and Letters gewählt. 1920 wurde er von der Tufts University sowie 1921 vom Dartmouth College mit dem Doctor of Letters (Litt.D.) ausgezeichnet. Er erhielt außerdem den Titel Doctor of Humane Letters (LhD.) von der Syracuse University.

## Eigene Werke
1899 veröffentlichte Sedgwick eine Biografie zu Thomas Paine. 1946 erschien seine Autobiografie The Happy Profession. Im darauffolgenden Jahr veröffentlichte er seine Lieblingsstücke aus seiner Zeit beim Atlantic Monthly unter dem Titel Atlantic Harvest. Er war außerdem Mitautor des 1939 erschienenen Buchs Novel and Story: A Book of Modern Readings.

## Weiteres Engagement
In beruflicher Sicht beschränkte sich Sedgwick nicht auf das Lektorat. 1918 wurde er Vizepräsident und Teilinhaber von Rumford Press, wo er bis in die 1940er Jahre hinein tätig blieb. Er hielt darüber hinaus Kontakte zu seinen Ausbildungsstätten Groton und Harvard aufrecht und war dort ebenso wie an der Boston Public Library als Kurator (trustee) tätig.

## Veröffentlichungen
- Sedgwick, Ellery: Thomas Paine. Hrsg.: Mark Antony DeWolfe Howe (= The Beacon biographies of eminent Americans). Small, Maynard & Company, Boston 1899, OCLC 377405.
- Sedgwick, Ellery: The Happy Profession. Little, Brown and Company, Boston 1946, ISBN 978-0-8371-6039-9.
- Sedgwick, Ellery: Atlantic harvest. memoirs of the Atlantic, wherein are to be found stories, anecdotes, and opinions, controversial and otherwise; together with a variety of matter, relevant and irrelevant, accompanied by certain obdurate convictions. Little, Brown and Company, Boston 1947, OCLC 635097.
- Sedgwick, Ellery et al.: Novel and story, a book of modern readings. Little, Brown and Company, Boston 1939, OCLC 3817451.
- Sedgwick, Ellery: Willa Cather. In: The Atlantic. 1. Juni 1937, abgerufen am 9. Februar 2014 (englisch).
- Sedgwick, Ellery: A History of the Atlantic Monthly 1857-1909. Yankee Humanism at High Tide and Ebb. University of Massachusetts Press, Amherst, MA 1994, ISBN 978-0-87023-919-9 (Online in der Google-Buchsuche [abgerufen am 9. Februar 2014]).